# South Stormont
South Stormont es un municipio canadiense situado en la provincia de Ontario.

## Superficie
South Stormont tiene una superficie de 447,71 km².

## Demografía
En 2021, tenía 13 570 habitantes, una densidad poblacional de 30,3 hab./km², y 5583 viviendas.